# Matthias Jarke

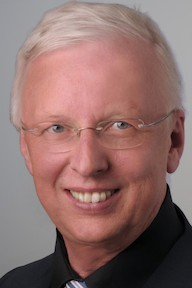
Matthias Jarke (2022)

Matthias Jarke (* 28. Mai 1952 in Hamburg; † 21. März 2024) war ein deutscher Informatiker.

## Leben und Wirken
Nach dem Doppelstudium der Informatik und der Betriebswirtschaftslehre promovierte Matthias Jarke 1980 in Wirtschaftsinformatik an der Universität Hamburg, wurde 1981 auf eine Wirtschaftsinformatikprofessur an der Stern School of Business der New York University berufen und erhielt dort 1985 Early Tenure. 1986 übernahm er einen Lehrstuhl der Universität Passau, bevor er 1991 als Lehrstuhlinhaber für Informationssysteme zur RWTH Aachen kam. Von 1992 bis 2000 war er dort Sprecher der Fachgruppe Informatik.
Vom 1. Januar 2000 bis zu seiner Pensionierung am 28. Februar 2021 war er zudem Leiter des Fraunhofer-Instituts für Angewandte Informationstechnik FIT in Sankt Augustin, Aachen und Bayreuth. Zwischen 2010 und 2015 war er Vorsitzender des Fraunhofer-Verbunds IUK-Technologie und Mitglied des Fraunhofer-Präsidiums. Mit über 4000 Mitarbeiterinnen und Mitarbeitern und einem Budget von rund 300 Mio. € ist der Fraunhofer-Verbund IUK-Technologie eine der größten Organisationen für Forschung in angewandter Informatik in Europa.
2002 gründete Jarke die b.it-Stiftung (Bonn-Aachen International Center for Information Technology) mit Stiftungsprofessuren und internationalen Studiengängen in Bonn, Aachen und am Fraunhofer-Institutszentrum Schloss Birlinghoven. 2008 kam die NRW-Forschungsschule zur strukturierten Doktorandenausbildung dazu, deren Sprecher Jarke war. Auch als Gründungsdekan Computer Science and Engineering der German University of Technology in Muscat/Oman (GUtech) trieb er von 2007 bis 2012 die Internationalisierung der IT-Ausbildung voran.
Schwerpunkte seiner Forschung waren Metadatenmanagement und Datenqualität, Requirements und Information Systems Engineering, sowie mobile und kooperative Informationssysteme. Hierfür wurde er 2020 mit dem Peter P. Chen Award ausgezeichnet. Jarke war 2006–2007 Mitglied im Lenkungsausschuss des Aachener Eliteuniversitäts-Konzepts „RWTH 2020: Meeting Global Challenges“ und von 2006 bis 2014 stellvertretender Sprecher des Exzellenzclusters Ultra-Highspeed Mobile Information and Communication (UMIC). In der dritten Ausschreibung der deutschen Exzellenzinitiative koordinierte er gemeinsam mit Christian Brecher und Günter Schuh den DFG-Exzellenzcluster Internet of Production (2019–2026).
Der promovierte Wirtschaftsinformatiker war 2000–2003 Schatzmeister der Gesellschaft für Informatik (GI) und 2004–2007 Präsident der GI. In diese Zeit fiel auch seine Rolle als wissenschaftlicher Gesamtkoordinator des „Informatikjahr – Wissenschaftsjahr 2006“ der Bundesregierung.
Jarke ist Autor mehrerer Bücher und von über 400 referierten Publikationen in Zeitschriften und Konferenzen und gehört zu den meistzitierten deutschen Informatikforschern. Lange wirkte er als Hauptherausgeber der Zeitschrift „Information Systems“ und war in zahlreichen Beiräten tätig. Er war ordentliches Mitglied der Deutschen Akademie der Technikwissenschaften acatech und Fellow der Association for Computing Machinery (ACM) und der GI.
Matthias Jarke verstarb im März 2024 im Alter von 71 Jahren.

## Auszeichnungen und Preise (Auswahl)
- 1972–1977: Studienstiftung des deutschen Volkes
- 2012: Fraunhofer-Medaille
- 2012: Ehrenprofessur der GUtech
- 2013: ACM Fellow (als 10. Deutscher überhaupt und einziger Deutscher 2013)
- 2018: Fraunhofer-Münze
- 2020: Peter P. Chen Award for Contributions to Conceptual Modeling
- 2020: RWTH Fellow Award

## Ehrenämter (Auswahl)
- 2008–2023 Hochschulrat Technische Hochschule Köln (Vorsitz ab 2018).
- Programmbeirat der Hessischen Landesoffensive für Oekonomisch-Wissenschaftliche Exzellenz LOEWE (2007–2023)
- CONNECT Advisory Forum CAF der EU-Kommission (2015–2019)
- CeBIT-Messeausschuss (2011–2016)
- Vorsitzender, wissenschaftlicher Beirat OFFIS e. V. Oldenburg (2008–2014)
- Wissenschaftlicher Beirat, L3S Web Science Institut, Hannover (2007–2013)
- Gründungsvorsitzender, Scientific Advisory Board, Fakultät für Informatik, Universität Wien (2005–2011)
- Vice President, European Research Council for Informatics and Mathematics ERCIM (2008–2010)
- Aufsichtsrat und Kuratorium, Informatik-Begegnungszentrum Schloss Dagstuhl (2004–2008)
- Founding Vice President, Association for Information Systems (1993–1995)
- Editorial Boards, u. a. ACM TOIS, ACM TMIS, IEEE Transactions on Software Engineering, Wirtschaftsinformatik/BISE,
- Programmkomiteevorsitz u. a. VLDB (1994, 1997), EDBT (1994), CAiSE (1999, 2014), ER (2014)

## Werke (Auswahl)
- B. Otto, M. Jarke: Designing a multi-sided data platform: findings from the International Data Spaces case. Electronic Markets 20, 4 (2019): 561–580
- M. Jeusfeld, M. Jarke, J. Mylopoulos: Metamodeling for Method Engineering. MIT Press 2009
- M. Jarke, M. Lenzerini, Y. Vassiliou, P. Vassiliadis: Fundamentals of Data Warehouses. Springer, 2. Aufl. 2003, Übersetzungen in Chinesisch und Polnisch
- B. Ramesh, M. Jarke: Towards reference models for requirements traceability. IEEE Trans. Software Eng. 27, 1 (2001): 58–93
- J. Mylopoulos, A. Borgida, M. Jarke, M. Koubarakis: Telos – representing knowledge about information systems. ACM Trans. Information Systems 8, 4 (1990): 325–362